# Ивотское городское поселение
Иво́тское городское поселение — муниципальное образование в западной части Дятьковского района Брянской области. Центр — посёлок городского типа Ивот.

## История
Образовано в результате проведения муниципальной реформы в 2005 году, путём слияния дореформенных Ивотского поссовета и Сельцовского сельсовета.
Распоряжением Правительства РФ от 29 июля 2014 года № 1398-р «Об утверждении перечня моногородов» муниципальное образование включено в категорию «Монопрофильные муниципальные образования Российской Федерации (моногорода) с наиболее сложным социально-экономическим положением».

## Население
| 2009  | 2010  | 2011  | 2012  | 2013  | 2014  | 2015  |
| ----- | ----- | ----- | ----- | ----- | ----- | ----- |
| 6424  | ↗7333 | ↗7396 | ↗7596 | ↗7830 | ↘7759 | ↘7758 |
| 2016  | 2017  | 2018  | 2019  | 2020  | 2021  |       |
| ↗7790 | ↘7705 | ↘7552 | ↘7335 | ↘7239 | ↘6801 |       |

## Населённые пункты
| № | Населённый пункт | Тип     | Население |
| - | ---------------- | ------- | --------- |
| 1 | Ивот             | пгт     | ↘5844     |
| 2 | Бацкино          | село    | ↗139      |
| 3 | Ивановичи        | деревня | ↘0        |
| 4 | Любегощь         | деревня | ↘11       |
| 5 | Сельцо           | деревня | ↗937      |